# LAIR2
LAIR2 (англ. Leukocyte associated immunoglobulin like receptor 2) – білок, який кодується однойменним геном, розташованим у людей на короткому плечі 19-ї хромосоми. Довжина поліпептидного ланцюга білка становить 152 амінокислот, а молекулярна маса — 16 280.
| 10         |  | 20         |  | 30         |  | 40         |  | 50         |
| ---------- |  | ---------- |  | ---------- |  | ---------- |  | ---------- |
| MSPHLTALLG |  | LVLCLAQTIH |  | TQEGALPRPS |  | ISAEPGTVIS |  | PGSHVTFMCR |
| GPVGVQTFRL |  | EREDRAKYKD |  | SYNVFRLGPS |  | ESEARFHIDS |  | VSEGNAGLYR |
| CLYYKPPGWS |  | EHSDFLELLV |  | KESSGGPDSP |  | DTEPGSSAGT |  | VPGTEASGFD |
| AP         |  |            |  |            |  |            |  |            |

A: Аланін

C: Цистеїн

D: Аспарагінова кислота

E: Глутамінова кислота

F: Фенілаланін

G: Гліцин

H: Гістидин

I: Ізолейцин

K: Лізин

L: Лейцин

M: Метіонін

N: Аспарагін

P: Пролін

Q: Глутамін

R: Аргінін

S: Серин

T: Треонін

V: Валін

W: Триптофан

Кодований геном білок за функцією належить до рецепторів. 
Задіяний у такому біологічному процесі, як альтернативний сплайсинг. 
Секретований назовні.